# Église Saint-Augustin de Lyon
Pour les articles homonymes, voir Église Saint-Augustin.
L'église Saint-Augustin, édifice affecté au culte catholique, est située dans le 4e arrondissement de Lyon, à l'intersection des rues Denfert Rochereau et Jacquard. Elle constitue le sanctuaire paroissial le plus récent de l'arrondissement, à l'exception de l'église Sainte-Élisabeth.

## Histoire

### Paroisse

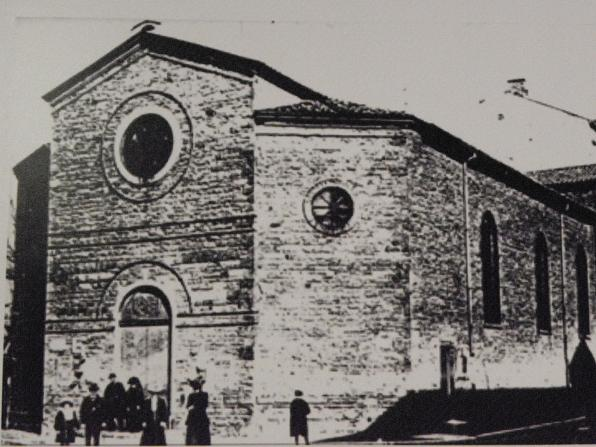
Première église Saint-Augustin de Lyon

La paroisse Saint-Augustin de Lyon a été érigée sous l'archiépiscopat du cardinal de Bonald, par décret du prince-président Louis-Napoléon Bonaparte en date du 3 mars 1851. Cette création précède de peu le rattachement de la commune de Cuire-la-Croix-Rousse à la ville de Lyon qui intervient l'année suivante. La fondation de la paroisse procède de la volonté archiépiscopale d'accompagner le développement ouvrier et industrieux de ce faubourg de Lyon par un encadrement clérical à sa mesure. Ainsi, avec les paroisses de Saint-Denis (1803), Saint-Charles-de-Serin (1824) et Saint-Eucher (1840), de même que les quatre paroisses des pentes Bon-Pasteur, Saint-Bernard, Saint-Bruno et Saint-Polycarpe, Saint-Augustin concourt à former une trame religieuse tenue destinée aux Canuts. La fondation tardive de la paroisse Sainte-Élisabeth (1942) relève d'une tout autre logique historique et urbaine, de même que la fusion de cette dernière avec Saint-Augustin, au début des années 1990.
Le vocable de la paroisse rappelle l'installation des Augustins déchaussés sur le plateau de Croix-Rousse en 1624, ceux-ci ayant construit l'actuelle nef de l'église St-Denis qui ne deviendra paroissiale qu'avec la Révolution, prenant momentanément le vocable de Saint-Augustin.
La nouvelle paroisse se dote d'une église, bénie le 13 avril 1851, située à l'angle des rues Denfert Rochereau et Valentin Couturier. Cette église ne disparaîtra qu'après la construction de l'édifice actuel par l'architecte Augustin Chomel, de  1910 à 1912, sur un terrain acquit dès le début des années 1880.

### Nouvelle église
La première pierre de l'église actuelle est bénie le 28 août 1910. Les quatre cloches, nommées d'après leurs marraines Élisabeth, Michelle, Isabelle et Amélie, sont bénies le 15 août 1912. L'église construite aux frais des paroissiens est consacrée le 1er septembre 1912 par Mgr Déchelette, alors évêque auxiliaire de Lyon. Le bâtiment est rénové en 2017-2018.

## L'édifice
Bien que présentant au sol un plan en croix latine, l'église de Chomel, par son élévation, son organisation spatiale et la circulation interne qu'elle génère, participe du modèle basilical. L'architecte entendait reprendre « la forme des basiliques siciliennes qui ont emprunté leur plan aux abbayes bénédictines de Normandie, leur élévation aux basiliques romanes et leurs décorations aux procédés byzantins. En adoptant ce style, l’architecte s’est proposé un double but : d’abord celui de construire économiquement, et, ensuite, de rappeler, par la forme basilicale, la primitive Église dont Saint Augustin fut le grand docteur. »
Ainsi, derrière une façade inscrivant un portail néo-roman au tympan orné d'une mosaïque et sommé d'une statue de l'évêque d'Hippone, laquelle se détache en avant d'une serlienne, le tout inscrit dans une arcade plein-cintre colossale qui rappelle l'église Saint-Joseph des Brotteaux (architecte: Gaspard André), se cache un sobre édifice présentant quelques liens de parenté avec l'église Saint-Pierre de Montrouge construite à Paris par Joseph Vaudremer.
Pour des raisons d'économie, l'édifice a été construit en béton de scories de mâchefer. À défaut d'une ornementation luxuriante, l'architecte a joué sur l'effet de ligne et sur l'étagement des volumes, ce dernier point étant particulièrement sensible au chevet de l'église.
Une même sobriété s'impose à l'intérieur. La nef centrale, accostée de collatéraux, est animée par une colonnade portant des arcades plein-cintre. L'éclairage abondant est dispensé par les nefs latérales et l'étage du vaisseau principal, l'édifice étant couvert par une charpente apparente. Le clocher, à la croisée du transept, trahit une influence romane. Somme toute, l'architecte, fidèle à sa pensée, a mêlé dans un sobre éclectisme réminiscence des basiliques romaines, art roman normand et décor byzantin. Ce dernier aspect, rappelé par l'or de la fresque du cul de four de l'abside qui imite les riches mosaïques de Constantinople ou Ravenne, a été atténué par la disparition du ciborium qui couvrait l'autel principal, à la croisée du transept, la perception du chœur liturgique s'en trouvant alors faussée.

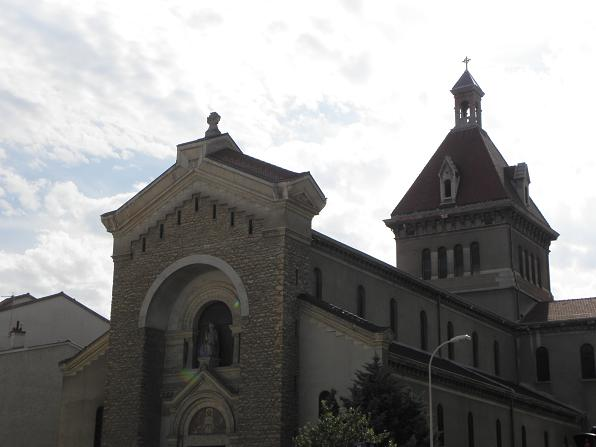
Vue d'ensemble de l'édifice
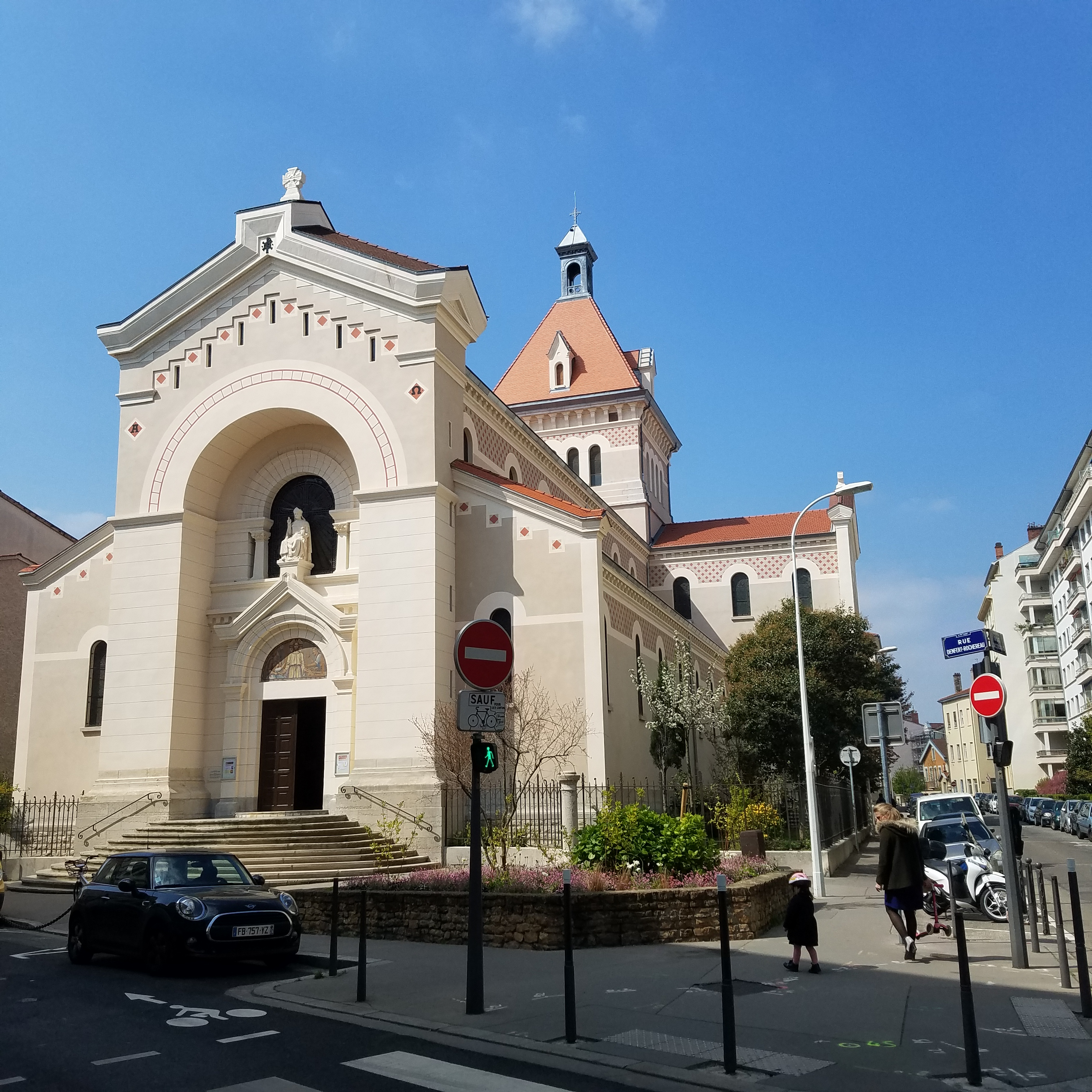
vue d'ensemble de l'édifice en avril 2018, après restauration
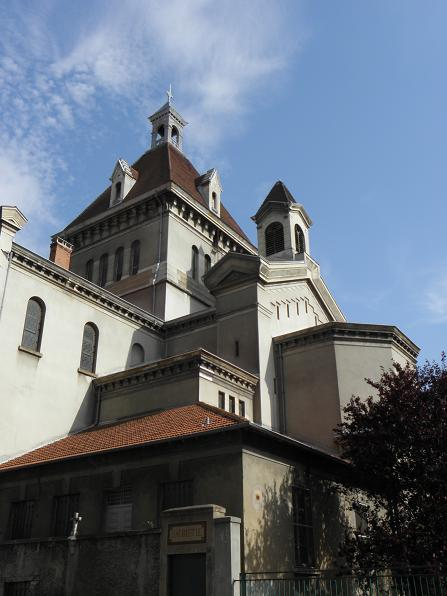
Chevet de l'église, avant la rénovation
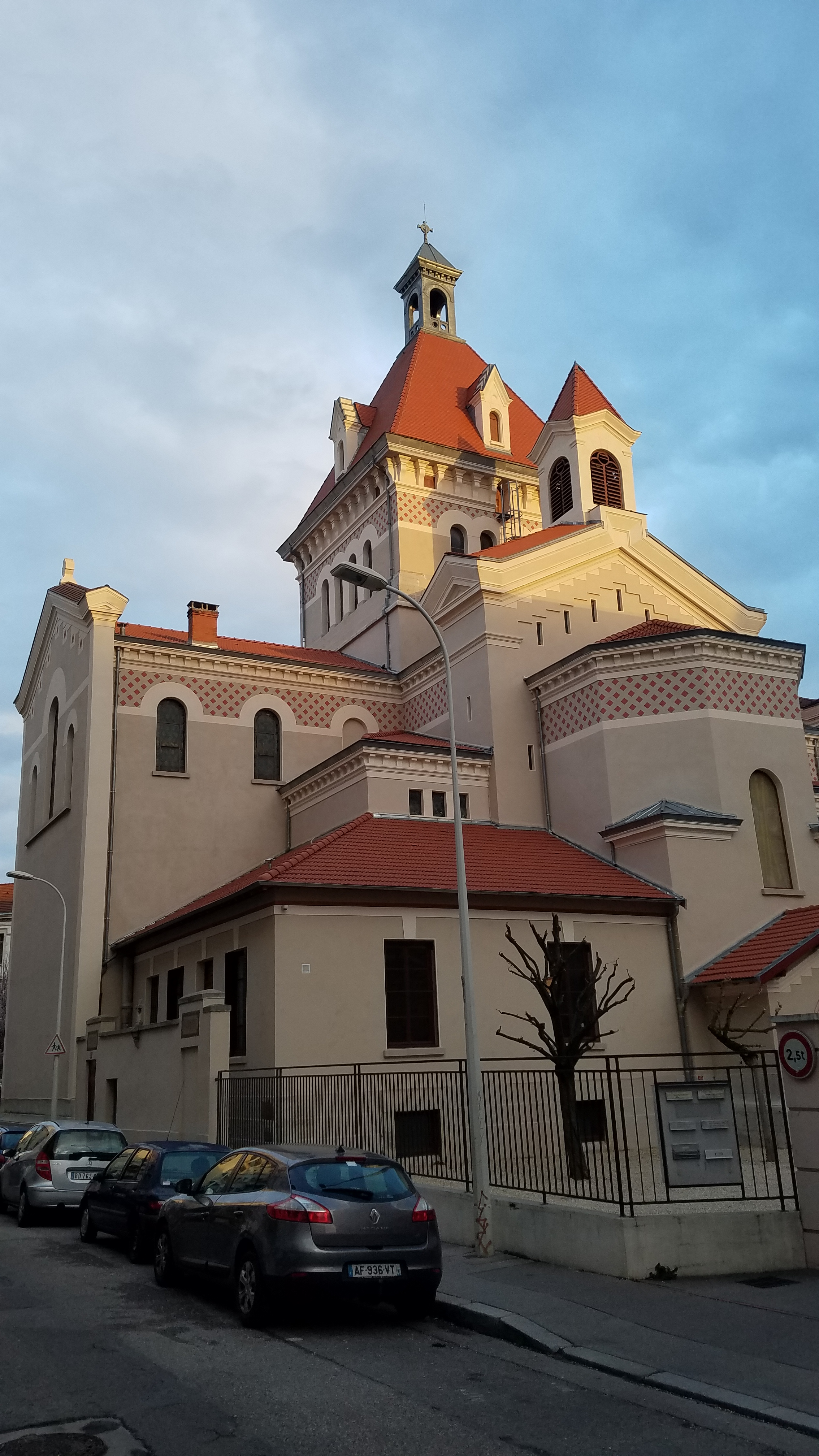
Chevet de l'église, après la rénovation
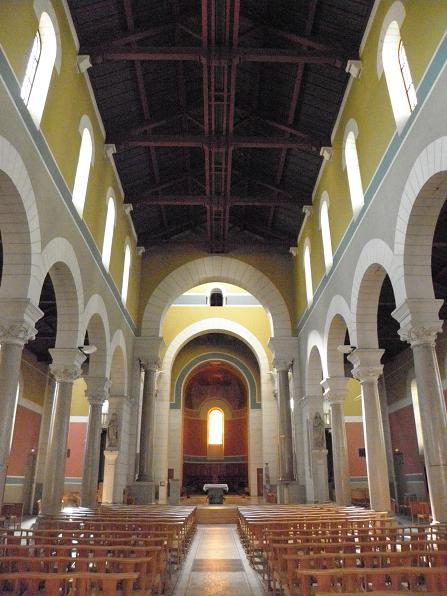
Nef principale de l'église
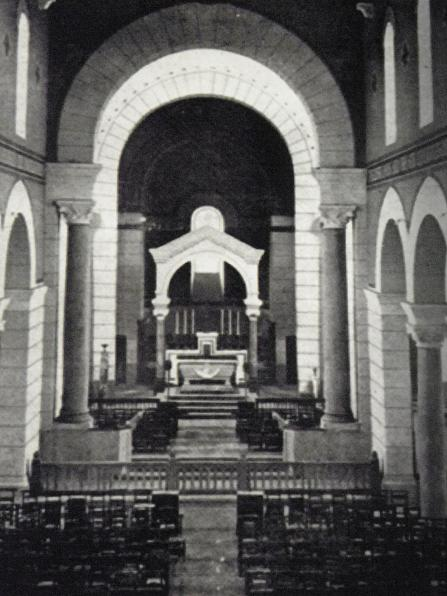
Ancienne distribution du chœur de l'église
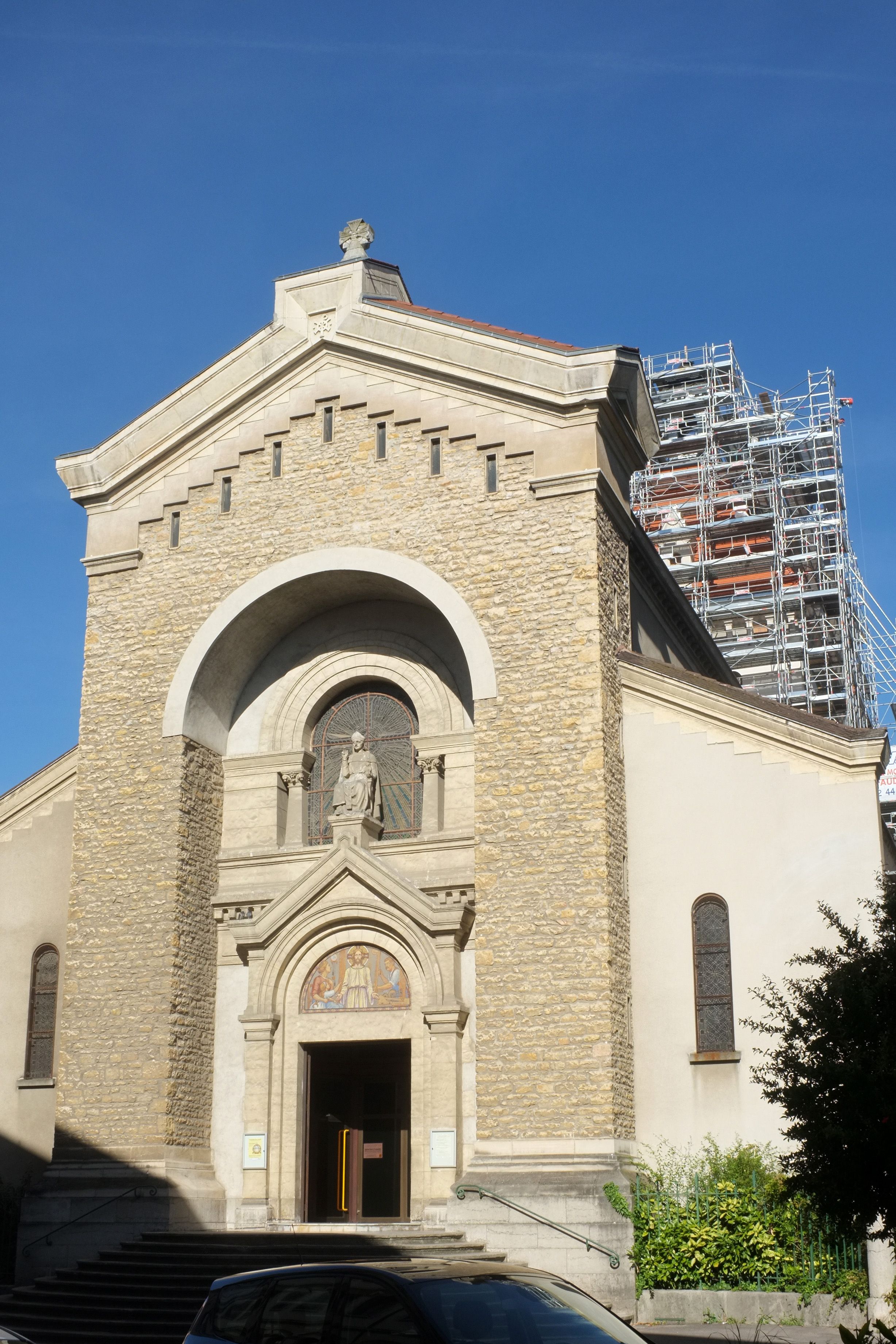
Façade et entrée principale
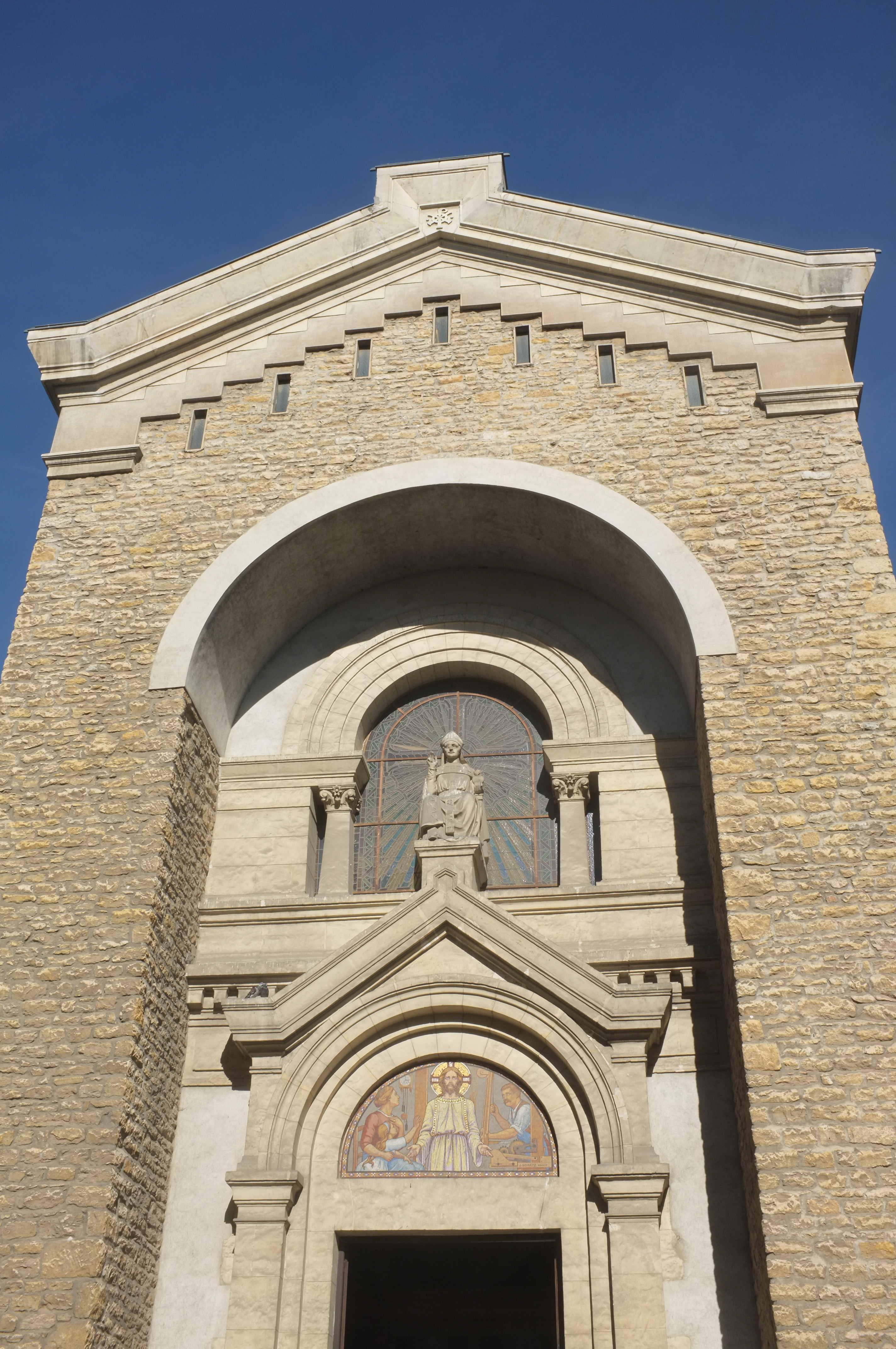
Détail de la façade

## Mobilier et œuvres d'art
- Façade, statue de saint Augustin exécutée par le sculpteur lyonnais Vérot sur un dessin de monsieur Cave[2]

- Mosaïque du tympan du portail d'entrée par J. Schultz: Le Christ visitant un atelier de canuts.
- Vitraux des transepts par les maîtres vitriers lyonnais Nicod et Jubin : N.D. de Lourdes et sainte Jeanne d'Arc.
- Fresque du cul de four de l'abside par Philippe Repélin, figurant Le Christ entouré de saint Augustin et de sa mère, sainte Monique, en oraison.
- Tableau du transept gauche par Louis Cretey, représentant Saint Augustin et l'enfant à la coquille (vers1684), où l'évêque d'Hippone, cherchant à percer le mystère de la Trinité, découvre l'inutilité de sa démarche en apercevant un enfant qui cherche à vider la mer avec une coquille[3].
- Grandes orgues de 1977 par le facteur Henri Saby (2 claviers/pédalier de 19 jeux) restaurées en 2009 par son fils, Pierre Saby[4].

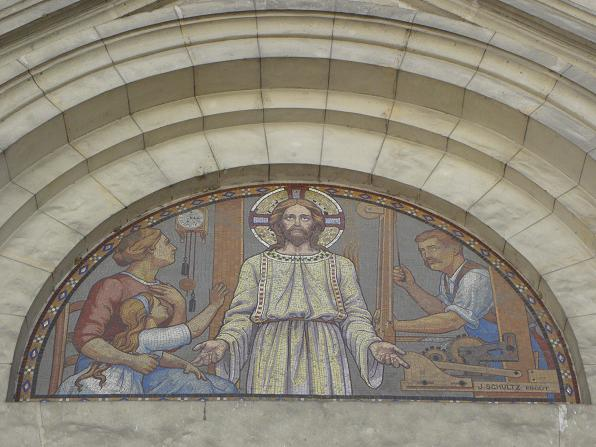
Mosaïque du tympan de la porte principale par J. Schultz.
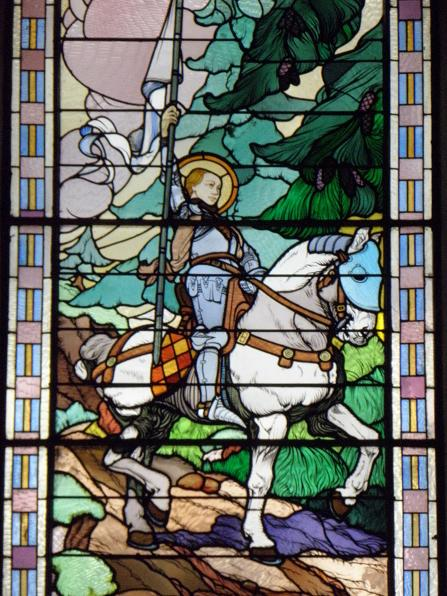
Vitrail de Sainte Jeanne d'Arc par l'atelier Nicod et Jubin.
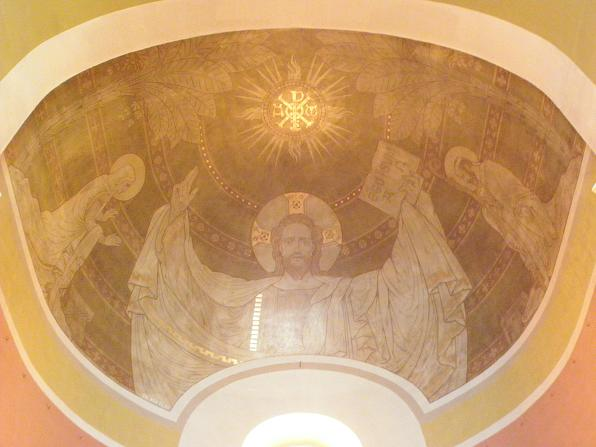
Fresque de l'abside par Philippe Repélin.
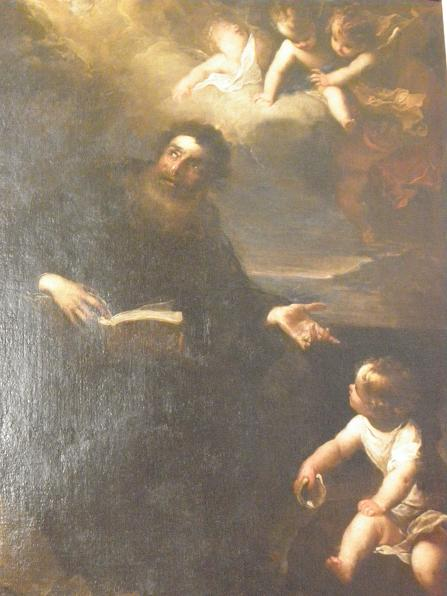
St Augustin et l'enfant à la coquille par Louis Cretey.
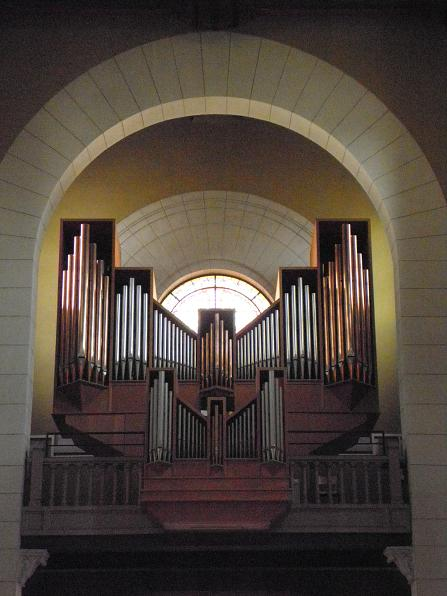
Grandes Orgues Saby.